# Úrhida
Úrhida es un pueblo del distrito de Székesfehérvár, en el condado de Fejér, Hungría.